# Elsinoë quercus-ilicis
Elsinoë quercus-ilicis är en svampart som först beskrevs av G. Arnaud, och fick sitt nu gällande namn av Jenkins & Goid. 1956. Elsinoë quercus-ilicis ingår i släktet Elsinoë och familjen Elsinoaceae.   Inga underarter finns listade i Catalogue of Life.